# 오키나와 액터스 스쿨

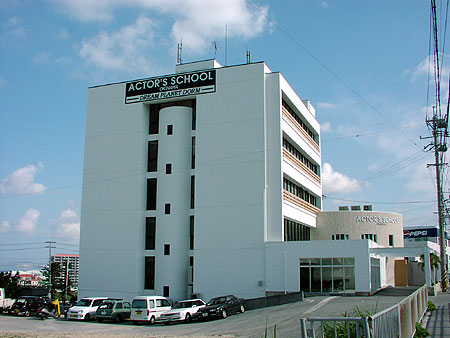
오키나와 액터스 스쿨

오키나와 액터스 스쿨(沖縄アクターズスクール 오키나와아쿠타즈스쿠루[*])은 1983년 4월, 마키노 마사유키가 오키나와현 나하시에 설립한 연예인 양성 학교이다. 설립 이후 온나촌으로 이전했으며, 이후 기노완시로 재이전해 정착했다. 오사카부에 지사를 두고 있다.

## 출신 인물
- 아무로 나미에, 야마다 유, 미소노, 쿠로키 메이사
- 맥스
- SPEED
- 이마이 에리코
- 시마부쿠로 히로코
- 우에하라 다카코
- 아라가키 히토에
- 폴더5
- D&D
- OLIVIA
- 지넨 리나
- 다펌프
- 미우라 다이치